# Гуадалканал
Гуадалкана́л (англ. Guadalcanal) — вулканический остров в архипелаге Соломоновы острова. Административно входит в состав провинции Гуадалканал меланезийского государства Соломоновы Острова. Коренное название острова — Исатабу.

## География
Остров Гуадалканал расположен в южной части Тихого океана. К северо-западу от острова расположен остров Санта-Исабель, к северо-востоку — остров Малаита, к юго-востоку — остров Сан-Кристобаль, к югу — остров Реннелл. Гуадалканал представляет собой вулканический остров, окружённый в некоторых местах коралловым рифом.
Гуадалканал — крупнейший остров государства Соломоновы Острова, длина острова составляет около 150 км, а ширина — около 48 км (крупнейшим островом архипелага Соломоновы острова является принадлежащий Папуа — Новой Гвинее остров Бугенвиль).
Высшая точка Гуадалканала и всей страны — пик Попоманасеу высотой 2335 метров. Широко распространенные данные о том, что пик Макаракомбуру имеет высоту 2447 м и, тем самым, является наивысшей точкой Гуадалканала, не подтверждаются современными исследованиями (его уточненная высота 2310 м). В северной части острова расположена аллювиальная равнина, которая занимает около 460 км² суши.
Климат на острове Гуадалканал влажный, тропический. На южном побережье острова выпадает бо́льшее количество осадков, чем на северном в районе города Хониара. Гуадалканал подвержен частым циклонам и землетрясениям.

## История
Остров был открыт в 1568 году экспедицией испанского мореплавателя Альваро Менданьи де Нейра, который назвал его в честь муниципалитета Гуадальканаль (исп. Guadalcanal) в Андалусии. В течение длительного времени, вплоть до второй половины XVIII века, жители острова практически не контактировали с европейцами, лишь с некоторыми торговцами и китобоями. С 1845 года на Гуадалканале появились миссионеры, а местных жителей стали вербовать на плантации Фиджи.
15 марта 1893 года над островом был установлен протекторат Британской империи и до 1971 года был частью Британских Западно-Тихоокеанских Территорий. В начале XX века на Гуадалканале расширилась миссионерская деятельность, появились первые плантации кокосовой пальмы. В 1912 году в поселении Лонггу англиканскими миссионерами была открыта школа.
В 1942—1943 годах на Гуадалканале произошло одно из решающих сражений войны на Тихом океане. На острове была построена военная база США, а взрослое мужское население было привлечено к работе в трудовых отрядах.
В послевоенный период на Гуадалканале появилось движение «Masinga Rule», что стало результатом разрушения традиционных социально-политических и социально-экономических систем, изменения образа жизни в годы войны, когда на острове появились в обилии западные товары. Это движение сыграло большую роль в борьбе за независимость Соломоновых Островов.
С 1978 года Гуадалканал является частью государства Соломоновы Острова.

## Население
В 1999 году численность населения Гуадалканал составляла 109 382 человека. Крупнейшее поселение острова — город Хониара, столица Соломоновых Островов. Гуадалканал входит в состав одноимённой провинции.
Основным языком общения является креольский язык ток-писин, хотя также широко распространены местные меланезийские языки:
- бирао (5900 носителей в 1999 году; используется в восточной части острова),
- гхари (12 119 носителей в 1999 году; используется в западной, северо-западной и северной частях),
- ленго (13 752 носителя в 1999 году; используется в центральной части),
- лонггу (1894 носителя в 1999 году; используется в восточной части острова),
- маланго (4135 носителей в 1999 году; используется в центральной части),
- талисе (12 525 носителя в 1999 году; используется в южной части острова)[8].

К востоку от города Хониара расположен Международный аэропорт Хониара.